# Мухамед Шија Ал Судани
Мухамед Шија Ал Судани (арап. محمد شياع السوداني; рођен 1970) је ирачки политичар који је премијер Ирака од 27. октобра 2022. Био је министар за људска права Ирака у Савету министара премијера Нурија ел Маликија од 2010. до 2014. године. Био је гувернер провинције Мајсан 2009. и 2010. године.

## Младост
Ал-Судани је рођен 1970. године у шиитској муслиманској породици у Багдаду. Када је имао 10 година, био је сведок погубљења његовог оца и још пет чланова породице због чланства у Исламској Дава партији. Ал-Судани је дипломирао пољопривредне науке на Универзитету у Багдаду и магистрирао пројектни менаџмент. Ожењен је и има четири сина.
Судани је учествовао у устанцима 1991. који су почели након завршетка Заливског рата. Године 1997. именован је у пољопривредну канцеларију Маисан, у којој је био шеф одељења за пољопривреду града Кумајта, шеф одељења за пољопривреду града Али Ал-Сарки, шеф одељења за пољопривредну производњу и надзорни инжењер у Националном истраживачком програму за храну са Организацији за пољопривреду Уједињених нација.
Након инвазије на Ирак од стране Сједињених Држава и њихових савезника 2003. године, Судани је радио као координатор између администрације провинције Мајсан и Привремене власти коалиције. Године 2004. именован је за градоначелника града Амара. 2005. године изабран је за члана Савета провинције Мајсан. Реизабран је 2009. и именован за гувернера од стране савета.

## Каријера

### Министар људских права
Њега је премијер Нури ел Малики именовао за министра за људска права након парламентарних избора 2010. године, а парламент их је одобрио 21. децембра 2010. године.
Током 2011, накратко је био председавајући Врховне националне комисије за де-Баатификацију|Комисија за правду и одговорност за де-Ба'атификацију, која је имала моћ да забрани приступ појединцима у влади због повезаности са бившом владајућом Баас партијом.
Био је министар у августу 2014. када је Исламска држава (ИСИС или ДАЕШ) масакрирала хиљаде Језида у северном Ираку. Он је то описао као "опаки злочин" и рекао да је "одговорност међународне заједнице да заузме чврст став против ДАЕШ-а" и да "почне рат против ДАЕШ-а како би се зауставили геноциди и злочини над цивилима". Он је затражио од Савета Уједињених нација за људска права да покрене истрагу о злочинима против цивила које је починио ИСИС. Он је њихове злочине описао као геноцид и злочине против човечности. "Суочавамо се са терористичким чудовиштем", објаснио је он. „Њихово кретање мора бити обуздано. Њихова имовина треба бити замрзнута и конфискована. Њихови војни капацитети морају бити уништени.“
Наследио га је Мохамед Махди Амин ал-Бајати у октобру 2014. године, када је влада Хајдера ал-Абадија ступила на дужност.

### Премијер
У покушају да оконча ирачку политичку кризу 2022. године, оквир за координацију је званично номиновао ал-Суданија за место премијера у мају 2022. године. Успео је да формира владу, коју је 27. октобра одобрио Представнички савет.
У јануару 2023. године, у интервјуу за Вол Стрит Џурнал, ал-Судани је бранио присуство америчких трупа у својој земљи и није одредио временски рок за њихово повлачење, позивајући се на контигенте трупа САД и НАТО-а који обучавају и помажу ирачким јединицама у супротстављању Исламском Државом, али углавном остати ван борбе, иако је поменуо да војна коалиција предвођена САД у Ираку више није потребна.
Економист је рекао да је ал-Судани повезан са Снагама народне мобилизације (ПМФ), кровном организацијом милиције коју спонзорише држава која уједињује различите оружане фракције, и да је његов мандат довео до даљег повећања њиховог утицаја у Ираку. Његова влада је повећала број војника за ПМФ за 116.000, повећавајући укупан број на око 230.000, а буџет је поставила на 2,7 милијарди америчких долара. Такође је покренуо грађевинску компанију повезану са ПМФ-ом, названу по убијеном команданту ПМФ-а Абу Махдију ал-Мухандису; компанија даје повлашћени приступ државним извођачима и влада је компанији доделила стратешко земљиште.
Дана 20. јула 2023., ал-Судани је протерао шведског амбасадора у Ираку и укинуо радне дозволе шведским компанијама након што је Шведска одобрила планирано спаљивање Курана.
Ал Судани је 10. октобра 2023. стигао у Москву и састао се са руским председником Владимиром Путином. Он је 21. октобра 2023. позвао на прекид ватре у рату између Израела и Хамаса. Током састанка са иранским председником Ебрахимом Раисијем, описао је напад Хамаса на Израел као „резултат вишегодишње злочиначке политике ционистичког режима против народа Газе“.

Дана 17. фебруара 2024. састао се са немачким канцеларом Олафом Шолцом у Минхену док је присуствовао Минхенској безбедносној конференцији где се састао са разним светским лидерима.
У априлу 2024. ал-Судани је осудио израелско бомбардовање иранске амбасаде у Дамаску.